# Xarada
|  | Aquest article tracta sobre un joc de paraules. Si cerqueu la pel·lícula de 1963, vegeu «Xarada (pel·lícula)». |

La xarada sil·làbica és un joc de paraules que consisteix a ocultar la paraula, que és la solució, trossejada en diverses parts amb sentit independent. Com que es tracta d'una xarada sil·làbica, les parts de la paraula corresponen a les seves síl·labes. Les parts se solen numerar en el plantejament i s'hi accedeix resolent un seguit d'enigmes.
Per exemple: La paraula oculta és «Cànoves». Es trosseja en les seves síl·labes «ca», «no», «ves» i es proposen enigmes per a cada part tot numerant-les:
- "El meu primer és un gos" = CA
- "El meu segon nega" = NO
- "El meu tercer mana que vagis" = VES
- "El meu tot és al Vallès Oriental" = CÀNOVES